# Findlay (Ohio)
Findlay település az Amerikai Egyesült Államok Ohio államában, Hancock megyében, melynek megyeszékhelye is. Lakosainak száma 40 313 fő (2020. április 1.).

## Népesség
A település népességének változása:

| 2010 | 41 202 |
| 2020 | 40 313 |